# Scarlet (canción de The Rolling Stones)
«Scarlet» es una canción de la banda de rock inglesa The Rolling Stones y el guitarrista Jimmy Page. 
Fue publicada a través de Polydor el 22 de julio de 2020 como sencillo de la reedición del álbum Goats Head Soup, original de 1973.

## Antecedentes y composición
«Scarlet» fue escrita por Mick Jagger y Keith Richards, y producida por Jimmy Miller. Descripta como «una cancioncilla cruda, áspera, suelta y en realidad bastante dulce, con una sensación de reggae y muchas […] guitarras». La letra habla de «una chica llamada Scarlet que le está haciendo mal». Fue grabado en octubre de 1974. Jagger declaró que la canción se originó en la casa de Ronnie Wood en Richmond, Londres durante una sesión de grabación con Richards y Jimmy Page, mientras Richards recordó haber entrado durante el final de una sesión de la banda de rock Led Zeppelin, después de lo cual su guitarrista, Page, «decidió quedarse» 
Se cree que la canción lleva ese título por la hija de Page, Scarlet Page. Cuando se preguntó por qué no se lanzó durante casi 50 años, Jagger dijo que la canción "no era realmente una grabación de los Rolling Stones».

## Remixes
El 14 de agosto de 2020, se lanzó un remix realizado por la banda The War on Drugs, que introdujo "un nuevo ritmo palpitante que se inicia en el doble tiempo para el coro». Un segundo remix, con la banda de rock The Killers y DJ Jacques Lu Cont fue lanzado el 28 de agosto. Implicaba «una apertura resonante y reverberante» y «capas de toques sinfónicos».

## Video musical
El video musical está protagonizado por el actor irlandés Paul Mescal y fue filmado en el Claridge’s Hotel en Londres con distanciamiento social. Representa a Mescal en diferentes habitaciones del hotel y bares vacíos dejando «mensajes de voz solitarios para el personaje principal», bebiendo, bailando y finalmente colapsando «estrepitosamente en el suelo del vestíbulo». Fue dirigido por Chris Barrett y Luke Taylor, y lanzado el 6 de agosto de 2020.

## Personal
Créditos adaptados de AllMusic.
The Rolling Stones
- Mick Jagger - voz, guitarra
- Keith Richards - guitarra
- Ian Stewart - piano

Personal adicional
- Ric Grech - bajo
- Howard Kilgour - ingeniería
- Jimmy Miller - producción
- Jimmy Page - guitarra
- Bruce Rowland - batería
- Rod Thear - ingeniería